# Рейфорд (Флорида)
Рейфорд (англ. Raiford) — муниципалитет, расположенный в округе Юнион (штат Флорида, США) с населением в 187 человек по статистическим данным переписи 2000 года.

## География
По данным Бюро переписи населения США муниципалитет Рейфорд имеет общую площадь в 1,29 квадратных километров, водных ресурсов в черте населённого пункта не имеется.
Муниципалитет Рейфорд расположен на высоте 40 м над уровнем моря.

## Демография
По данным переписи населения 2000 года в Рейфордe проживало 187 человек, 48 семей, насчитывалось 68 домашних хозяйств и 76 жилых домов. Средняя плотность населения составляла около 144,96 человек на один квадратный километр. Расовый состав населённого пункта распределился следующим образом: 83,42 % белых, 14,97 % — чёрных или афроамериканцев, 1,07 % — коренных американцев, 0,53 % — представителей смешанных рас.
Из 68 домашних хозяйств в 26,5 % воспитывали детей в возрасте до 18 лет, 57,4 % представляли собой совместно проживающие супружеские пары, в 7,4 % семей женщины проживали без мужей, 29,4 % не имели семей. 29,4 % от общего числа семей на момент переписи жили самостоятельно, при этом 14,7 % составили одинокие пожилые люди в возрасте 65 лет и старше. Средний размер домашнего хозяйства составил 2,75 человек, а средний размер семьи — 3,46 человек.
Население муниципалитета по возрастному диапазону по данным переписи 2000 года распределилось следующим образом: 31,6 % — жители младше 18 лет, 5,9 % — между 18 и 24 годами, 26,7 % — от 25 до 44 лет, 22,5 % — от 45 до 64 лет и 13,4 % — в возрасте 65 лет и старше. Средний возраст жителей составил 33 года. На каждые 100 женщин в Рейфордe приходилось 83,3 мужчин, при этом на каждые сто женщин 18 лет и старше приходилось 88,2 мужчин также старше 18 лет.
Средний доход на одно домашнее хозяйство составил 33 000 долларов США, а средний доход на одну семью — 35 000 долларов. При этом мужчины имели средний доход в 32 708 долларов США в год против 22 250 долларов среднегодового дохода у женщин. Доход на душу населения составил 33 000 долларов в год. 34,0 % от всего числа семей в населённом пункте и 36,4 % от всей численности населения находилось на момент переписи населения за чертой бедности, при этом 41,2 % из них были моложе 18 лет и 29,4 % — в возрасте 65 лет и старше.